# Асуката, Итио
Итио Асуката (яп. 飛鳥田 一雄 Асуката Итио, 2 апреля 1915 — 11 октября 1990) — японский политический деятель, председатель Социалистической партии Японии, мэр Йокогамы с 1963 по 1978 год.

## Биография
После окончания юридического факультета университета Мэйдзи с 1939 года работал адвокатом. В 1953‒1963 годах был депутатом Палаты представителей, запомнился как один из ведущих левых парламентариев и ярый противник Договора о безопасности с США 1960 года.
Как мэр Йокохамы считался пионером прогрессивного управления, направленного на улучшение качества жизни, вдохновив аналогичных левых градоначальников в других городах, включая губернатора Токио Рёкити Минобэ.
С 1962 года член ЦИК Социалистической партии Японии (СПЯ), с декабря 1974 года заместитель председателя ЦИК, с декабря 1977 председатель ЦИК СПЯ. Как председатель СПЯ с 1977 по 1983 год, он попытался расширить членство партии и перестроить её платформу в стиле более европейской социал-демократической модели, однако в увеличении поддержки партии не преуспел; его сменил Масаси Исибаси, углубивший эту линию.